# 梅塔莫拉鎮區 (伊利諾伊州伍德福德縣)
梅塔莫拉鎮區（英語：Metamora Township）是位於美國伊利諾伊州伍德福德縣的一個行政鎮區。

## 地方資料
根據2010年美國人口普查的數據，梅塔莫拉鎮區的面積為94.50平方千米，當中陸地面積為94.50平方千米，而水域面積為0.00平方千米。當地共有人口4450人，而人口密度為每平方千米47.09人。